# Penisola di Minahasa

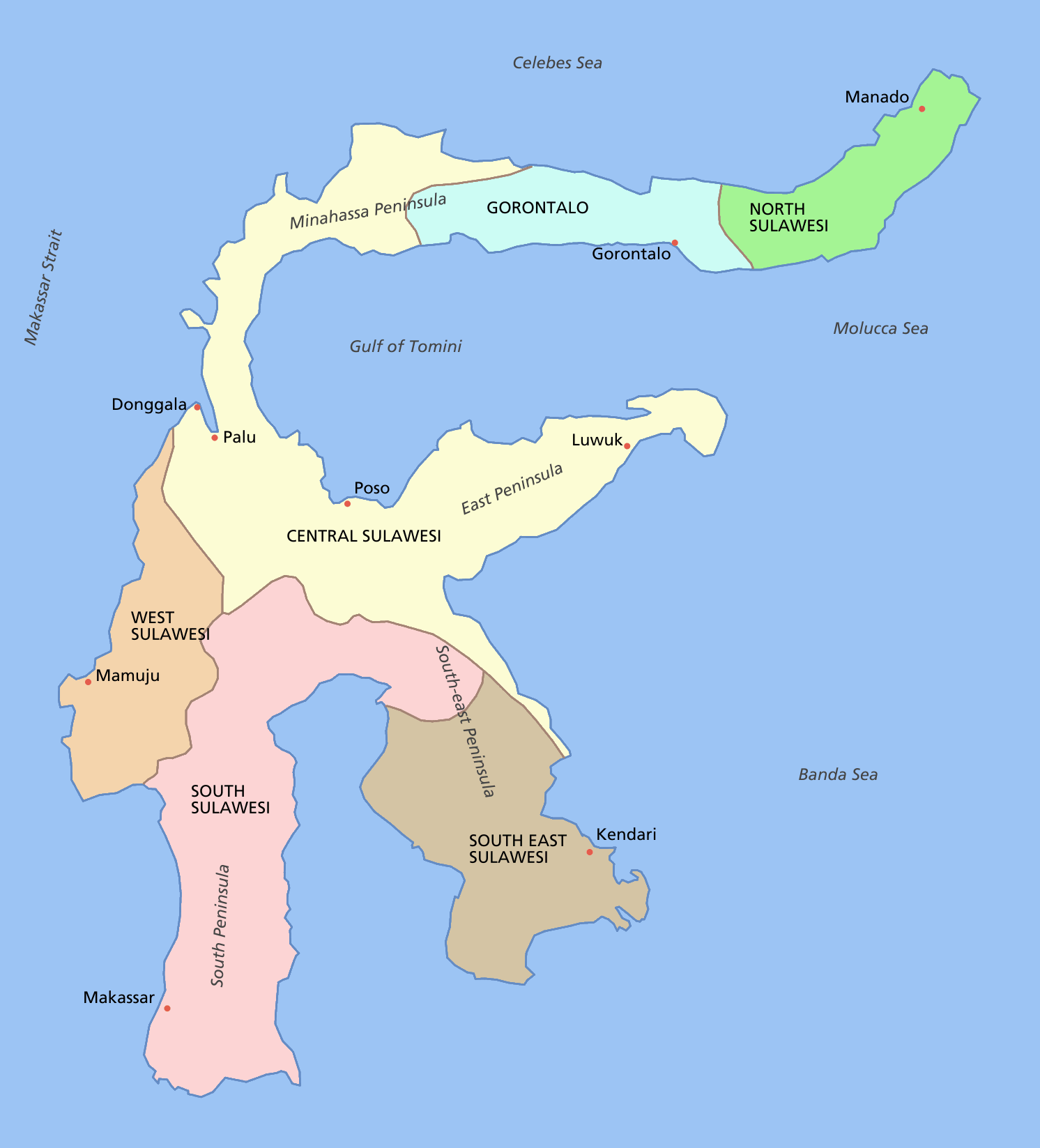
Carta di Celebes: la penisola di Minahasa si trova a nord.

La penisola di Minahasa forma la parte nord-orientale dell'isola indonesiana di Celebes ed è la più lunga delle quattro penisole che costituiscono quest'isola dalla forma caratteristica. È bagnata a nord dal mar di Celebes e a sud dal golfo di Tomini e dal mar delle Molucche.
Prende il nome dai Minahasa, un insieme di popolazioni che abitano l'estremità orientale della penisola.